# Mount Hassage
Mount Hassage ist ein 1120 m hoher, markanter und isolierter Berg an der Orville-Küste im Osten des westantarktischen Ellsworthlands. Er ragt 19 km südsüdwestlich des Mount Horne und westsüdwestlich der Hauberg Mountains auf.
Entdeckt wurde er bei der US-amerikanischen Ronne Antarctic Research Expedition (1947–1948). Er markiert den südwestlichen Wendepunkt eines bei dieser Forschungsreise am 21. November 1947 durchgeführten Erkundungsfluges. Expeditionsleiter Finn Ronne benannte den Berg nach Charles Hassage (1919–2003), dem leitenden Schiffsingenieur bei dieser Expedition.